# UNIX System Services
UNIX System Services ou USS est un sous système de MVS permettant de faire fonctionner des programmes dans un environnement UNIX. Il possède un Shell basé sur Korn. Appelé OpenEdition sous OS/390, il change de nom en 2001 pour UNIX System Services.
USS est certifié système UNIX. 
Les produits tels que WebSphere Application Server, WebSphere MQ, CICS, IMS, Java Runtime, Tuxedo, DB2, SAP R/3, Lotus Domino, et Oracle Corporation Web Server utilisent tous USS. 
Toutes les applications USS peuvent communiquer avec DB2, CICS, IMS, et WebSphere MQ. 
Il y a possibilité de gérer les charges CPU avec WorkLoad Manager.
Il y a un grand nombre d'applications ISV porté sur USS.
Les applications peuvent aussi bien travailler avec les fichiers UNIX qu'avec les fichiers MVS Multiple Virtual Storage.
Les utilisateurs peuvent choisir quelle interface ils veulent utiliser : le shell standard, le 3270 ou ISPF.